# Johan ten Klooster
Johan Frederik Engelbert ten Klooster (Kudus (Nederlands-Indië), 7 augustus 1873 – Veere, 15 februari 1940) was een Nederlands graficus en kunstschilder. Hij is de vader van de beeldhouwer Philip ten Klooster.
Ten Klooster was van Javaans-Nederlandse afkomst. Hij woonde en werkte op Java en Sumatra, in Den Haag (1907-1908), op Nieuw-Guinea, wederom in Den Haag (circa 1914-1915) en vanaf mei 1915 in Veere. Hij was officier bij het KNIL, maar was na 1913 geheel als kunstenaar werkzaam.
Hij is vooral bekend geworden door zijn vele houtsnedes met Nederlands-Indië als onderwerp. Hij maakte deze in zijn Veerse periode vanuit zijn geheugen en zijn schetsboeken. In de catalogus van Bea Brommer's boek Johannes ten Klooster (1873-1940), a man with two lives worden er 175 vermeld. Een beperkt aantal houtsnedes is niet Nederlands-Indisch gerelateerd. Zijn stijl kenmerkt zich door een mengeling van traditionele Oosterse (Japanse) houtsnede technieken, art-deco- en jugendstil-invloeden. Met zijn werk werden o.a. enkele boeken van Augusta de Wit geïllustreerd w.o. “Island-India”. Een belangrijk deel van de houtsnedes bevindt zich in de collecties van het Wereldmuseum Amsterdam en het Prentenkabinet van het Rijksmuseum. In zijn Veerse periode schilderde hij ook motieven uit de omgeving van Walcheren en polderlandschappen. Het Zeeuws Museum heeft een aantal houtsnedes en pentekeningen in de collectie die aan Zeeland gerelateerd zijn. 

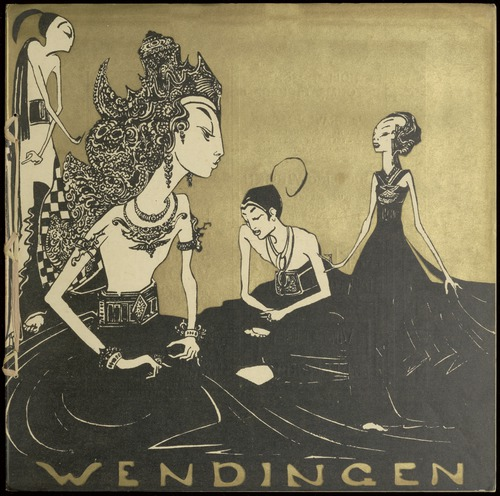
Omslag van Wendingen (1928)
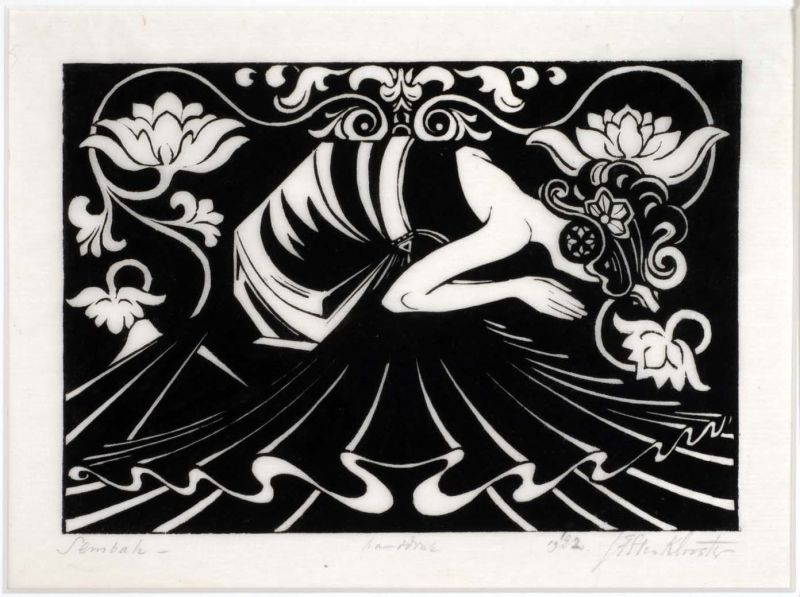
Sembah
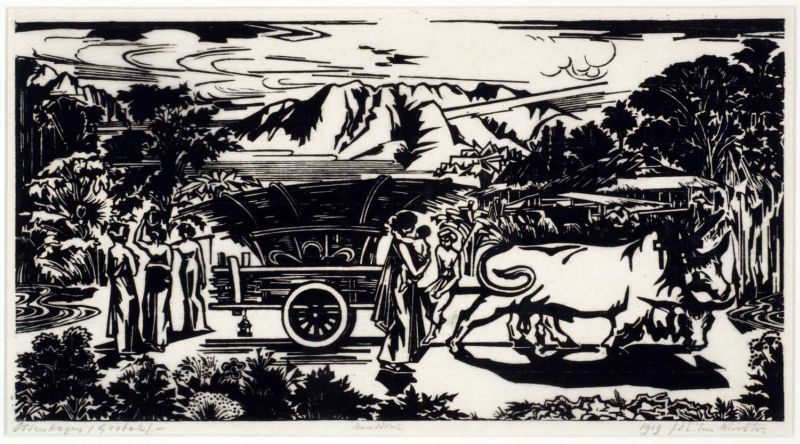
Ossenwagen
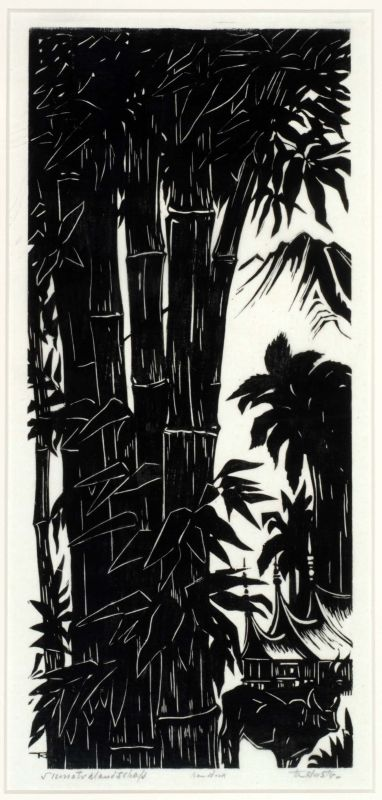
Sumatra
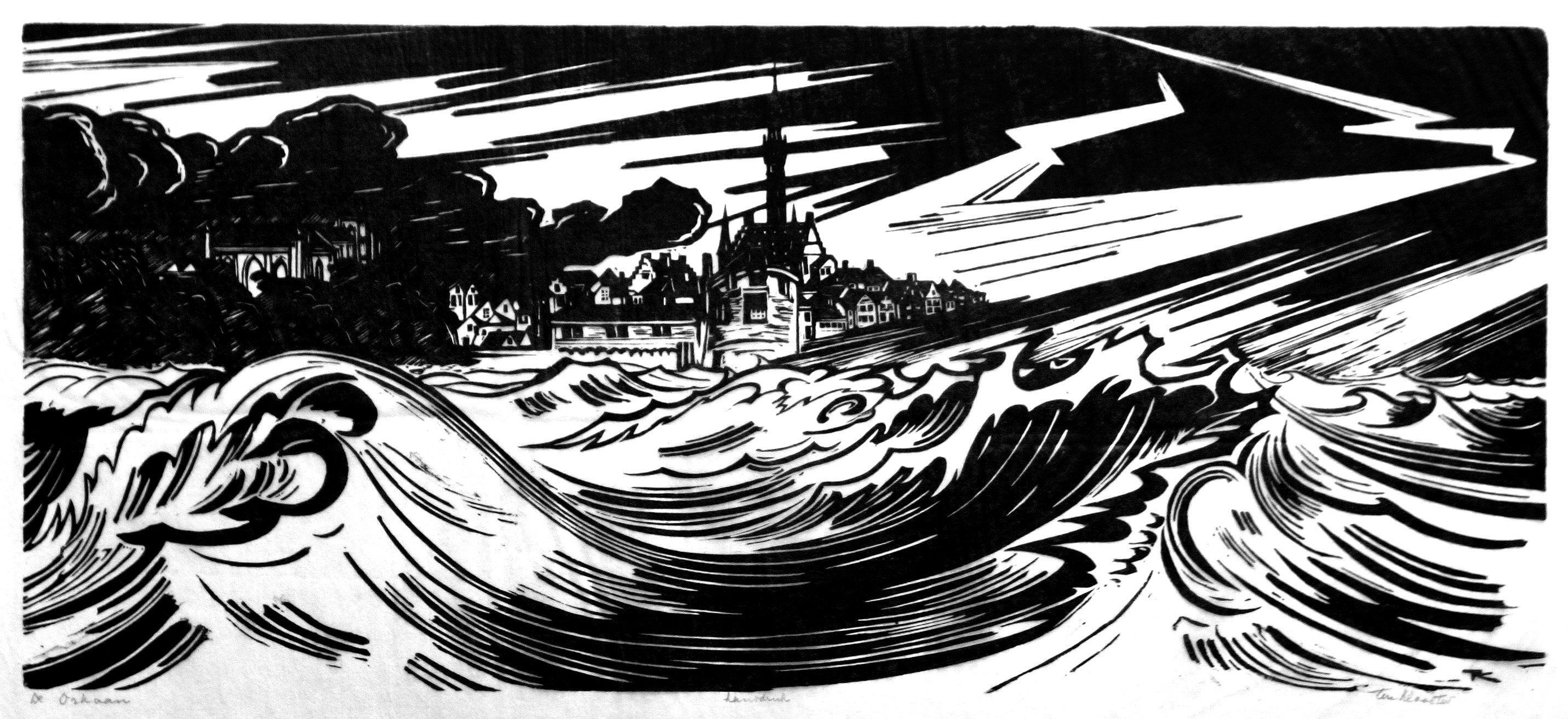
De Orkaan